# NK Travnik
NK Travnik ist ein bosnisch-herzegowinischer Fußballverein aus Travnik. Der Verein spielt aktuell in der dritthöchsten Spielklasse Bosnien und Herzegowinas, der Druga Liga FBiH Gruppe West. Die Vereinsfarben sind blau-weiß.

## Allgemeines
Der Verein wurde 1922 gegründet. Die bisher einzigen Erfolge waren der Aufstieg in die Premijer Liga und der dritte Platz in der Saison 2004/05. Ein ehemaliger Spieler des Vereins ist Miroslav Blažević. Miroslav Blažević war von 2008 bis 2009 Trainer der bosnischen Nationalmannschaft. Das Stadion Pirota hat etwa 3.000 Sitzplätze.